# Bernardo (obispo de Segovia)
Bernardo (m. 1248) fue un eclesiástico castellano, que ocupó el cargo de obispo de Segovia entre 1224 y 1248.

## Biografía
Fue elegido para ocupar la silla episcopal el 10 de octubre de 1224, y su elección fue controvertida. Tuvo lugar tras pasar varios administradores por la diócesis a consecuencia de la destitución del obispo don Gerardo. No fue por elección universal, y sus oponentes elevaron su disconformidad a Roma; el pontífice Honorio III lo validó en el cargo mediante una bula de 16 de enero (o marzo) de 1227. Además, Gregorio IX le concedió gracia para dispensar en relación con las irregularidades que hubiesen surgido hasta la posesión de su cargo.
Durante su gobierno en la diócesis llegó a España como legado papal el francés Juan de Abbeville, cardenal-obispo de Sabina. Fue nombrado el obispo Bernardo, junto con otros obispos y arzobispos, para participar en el concilio de Tarazona, en el que se puso en práctica la separación matrimonial de Jaime I de Aragón y Leonor de Castilla, dispuesta por el papa en razón de la consanguinidad de los contrayentes, celebrado en abril de 1228. Meses más tarde visitó el legado papal la ciudad, y el cabildo catedralicio le rogó que consagrara la entonces catedral de Santa María teniendo lugar la ceremonia el 16 de julio de 1228, en la que además concedió al cabildo diversas indulgencias, ampliadas mediante una bula pocos días después, estando en Ávila.
La historiografía popular sostiene que sucedió en tiempos del obispo don Bernardo la leyenda entre la judía Esther y la Virgen de la Fuencisla, y que fue el propio obispo quien la tomó el bautismo con el nombre cristiano de María del Salto, que fallecida en 1237 fue enterrada en el claustro de la primitiva catedral. Analizando la leyenda, el historiador Diego de Colmenares desmiente que fuese el obispo el autor del bautismo, pues los personajes que se entremezclan no se juntaron en la ciudad en el espacio temporal que se pretende: se alude a Juan de Brienne, rey de Jerusalén como padrino del bautismo, y únicamente estuvo en España en 1224, mientras que el obispo Bernardo entró en su cargo en 1227.
Falleció el obispo don Bernardo en el año 1248, ocupando su cargo en la diócesis.
| Predecesor: Gerardo | Obispo de Segovia 1224 - 1248 | Sucesor: Rodrigo |